# Fernanda Paes Leme
Fernanda Miranda Paes Leme de Abreu, née le 4 juin 1983 à São Paulo, est une actrice de télévision et de cinéma brésilienne.

## Filmographie

### Télévision
- 1998 : Sandy & Junior, Patrícia (Patty) (1998-2003)
- 2003 : Sítio do Picapau Amarelo, Clarice
- 2003 : Agora É que São Elas, Karina
- 2004 : Um Só Coração, Elisa Furtado
- 2004 : Au cœur du péché, Nieta Bazarov
- 2005 : América, Rosário
- 2006 : Dom, Cali
- 2007 : Mandrake, Flora Green (épisode Lígia)
- 2007 : Amazônia, de Galvez a Chico Mendes, Belinha
- 2007 : Desejo Proibido, Teresa Mendonça (Teresinha)
- 2008 : Casos e Acasos, Cristiane (épisode O Colchão, a Mala e a Balada)
- 2008 : Faça Sua História, Evelyn (épisode A Herança de Napoleão)
- 2009 : Paraíso (pt), Maria Rosa Medeiros
- 2009 : Xuxa Especial de Natal, Pastorinha Azul
- 2010 : S.O.S. Emergência, Graça (épisode Várias Vezes ao Dia)
- 2010 : Força-Tarefa, Estéfani (épisode Perda Total)
- 2011 : Passions Mortelles (Insensato Coração), Irene Brandão
- 2012 : As Brasileiras, Luiza (épisode A Reacionária do Pantanal)
- 2012 : Salve Jorge, Tenente Márcia
- 2022 : Rien de suspect (pt), Patrícia Paranhos Peixoto (9 épisodes)
- 2025 : Dança dos Famosos 22

### Cinéma
- 2007 : O Homem que Desafiou o Diabo, Genifer
- 2007 : Podecrer!, Melissa
- 2011 : Cilada.com